# Hälltjärnen (Sundsjö socken, Jämtland, 699813-146823)
Hälltjärnen är en sjö i Bräcke kommun i Jämtland och ingår i Indalsälvens huvudavrinningsområde.